# Кюстендилски партизански отряд „Драговищица“
Кюстендилски партизански отряд „Драговищица“ е подразделение на Първа Софийска въстаническа оперативна зона на НОВА по време на партизанското движение в България (1941 – 1944). Действа в района на Кюстендил.
Първия партизанин в Кюстендилско, Димитър Каляшки излиза в нелегалност през есента на 1941 г. През 1942 г. се формира партизанска група. След разрастване през ноември 1943 г. е създаден Кюстендилски партизански отряд „Драговищица“. Командир на отряда е Кирил Богословски, политкомисар Драган Кортенски. Заместник-командир Боян Александров (Левски), зам. политкомисар Мирчо Стойков (Ежов).
Отрядът провежда акции съвместно с Трънския партизански отряд в с. Злогош, с. Ивановци, с. Блатец, с. Гърляно, с. Раково, с. Жилинци и с. Скриняно. Взаимодейства и с Войнишкия партизански батальон „Христо Ботев“. Овладява с. Мазарачево, с. Скриняно и с. Чудинци. Води боеве с правителствени армейски и жандармерийски подразделения край с. Кутугерци, с. Таваличево и с. Рибарци. При полицейска засада, която прераства в боя в Черенец над с. Злогош, на 3 август 1944 г. загиват четиримата обкръжени партизани Емил Шекерджийски, Стоян Лудев, Стоян Стоименов и Крум Зарев.
На 9 септември 1944 г. участва в установяването на властта на ОФ в с. Привол, с. Раково, с. Соволяно, с. Долно Уйно, гр. Кюстендил и др.